# Literatura en castellà de Guinea Equatorial

Ubicació de Guinea Equatorial

La literatura en castellà de Guinea Equatorial és la literatura que es va fer a Guinea Equatorial, l'única colònia espanyola que es trobava a l'Àfrica Subsahariana. Fou colònia des de 1778 a 1968, i va desenvolupar una literatura en castellà que s'ha mantingut fins avui dia, cas únic entre els països africans.
La literatura africana en castellà de Guinea Equatorial és relativament desconeguda, al contrari que la literatura africana en francès, anglès i portuguès. Així, per exemple, en trenta antologies de literatura en castellà publicades entre 1979 i 1991, el professor de la Universitat de Morgan State, Mbaré Ngom, no va trobar cap referència a autors guineans. El mateix passa en les antologies sobre literatures africanes publicades des de 1980, fins i tot en revistes especialitzades com la Research in African Literatures, African Literature Today, Présence Africaine o Canadian Journal of African Studies. Aquesta situació ha començat a canviar des de finals de la dècada de 1990 després d'un monogràfic a la revista Afro-Hispanic Review i els congressos Spain in Africa and Latin America: The Other Face of Literary Hispanism que es va dur a terme a la Universitat de Missouri a Columbia el maig de 1999 i el Primer Encuentro de Escritores africanos en Lengua Española, que es va dur a terme a Múrcia del 27 al 29 de novembre del 2000.
El 29 de maig de 2011 va entrar en funcionament la Biblioteca Africana, dins del portal de la Biblioteca Virtual Miguel de Cervantes, desenvolupat al si del projecte "Literaturas africanas en español. Mediación literaria y hospitalidad poética desde los 90", pertanyent al Pla Nacional d'R+D del Ministeri de Ciència i Innovació del Govern d'Espanya, i dirigit per la Dra. Josefina Bueno Alonso. Aquest portal compta amb la digitalització d'alguns fragments d'aquesta producció literària, que s'ampliarà progressivament al llarg dels pròxims tres anys. La investigadora de la Universitat d'Alacant Dulcinea Tomás Cámara és l'especialista que desenvolupa aquest treball, com a responsable del corpus subsaharià.

## Antecedents
Les primeres referències a Àfrica en la literatura comencen en el segle xv, amb les exploracions atlàntiques portugueses i espanyoles. En una primera etapa, la d'exploració i conquesta, s'escriuen relats de viatges, memòries, cròniques i sobretot informes i atles.
Una segona etapa, quan s'ocupa i s'explota el continent, es caracteritza per una literatura colonial, amb el tema central d'Àfrica i la seva natura salvatge, amb uns protagonistes que són blancs idealitzats, amb una visió paternalista sobre els africans, que són descrits de manera negativa, com a éssers inferiors. Aquestes novel·les són sobretot per al públic de la metròpoli, no pas per al local, i formen part de la justificació ideològica del colonialisme. Carlos González Echegaray les classifica en quatre tipus: llibres de viatges, la novel·la-pretext, la novel·la-missional i la literatura missional.

## Inicis
Els inicis de la literatura equatoguineana en castellà estan lligats a la revista missional La Guinea Española dels Fills de l'Immaculat Cor de Maria del seminari de Banapá a l'illa de Bioko. La revista, que va començar a publicar-se el 1903, era profundament colonialista i dirigida a un públic blanc, on no hi participaven escriptors guineans. Però a partir de 1947 s'hi va inaugurar una nova secció titulada Historias y Cuentos, on es recollien llegendes locals per tal de perpetuar-los i divulgar-los, amb l'objectiu de conèixer millor els pobles de la Guinea i poder-los civilitzar millor. D'aquesta manera es va donar una oportunitat als africans que estudiaven al seminari de poder escriure coses pròpies, més enllà dels griot o djéli dels trobadors locals i així esdevenir un pont entre la tradició oral africana i la tradició escrita occidental. A aquest grup pertanyen autors com Esteban Bualo, Andrés IKuga Ebombebombe i Constantino Ocha'a, que van mantenir el fort component etnogràfic del mitjà, però que a poc a poc ja van anar perfilant una literatura pròpia.
La primera novel·la de Guinea Equatorial fou Cuando los combes luchaban (Novela de costumbres de la Guinea Española) de Leoncio Evita (Udubuandyola, Bata, 1929-), editada el 1953. L'acció transcorre al Riu Muni, entre l'ètnia dels combé o ndôwé, la de l'autor, en una època precolonial. El protagonista és un missioner protestant blanc, des del punt de vista del qual s'explica la història i que és utilitzat per l'autor en algunes ocasions per contrastar la civilització europea amb el salvatgisme africà, que és explicat amb molt detall. Aquest rebuig de l'autor de la seva pròpia identitat, que l'insereix en la literatura del consentiment, es va utilitzar molt per les autoritats colonials espanyoles, com a exemple de l'acció civilitzadora de la colonització africana.
El 1962 apareix la segona novel·la Una lanza por el Boabí de Daniel Jones Mathama (San Carlos, ¿1913?-?), algunes vegades és considerada la primera, però de manera equivocada. El protagonista, Gue, és africà i explica la història de la seva vida, cosa que dona un caràcter autobiogràfic a l'obra. Així, per exemple, Boabí, el pare de Gue, és un transumpte de Maximiliano C. Jones, pare de Daniel Jones Mathama i autoritat local addicte al govern colonial. L'argument segueix la infància de Gue a Fernando Poo, l'anada a Espanya i la tornada a la Guinea després de la mort del pare. El llibre és molt interessant des del punt de vista etnogràfic, ja que es detallen els costums de l'ètnia bubí de l'illa de Bioko. Daniel Jones Mathama també és una mostra de la literatura del consentiment: Boabí és el perfecte exemple de reietó salvatge civilitzat pel contacte amb els colonitzadors: «es un deber ineludible proclamar por todo lo alto la gran labor que España está realizando en aquella isla».
Entre 1962 i 1968, data de la independència de Guinea Equatorial, no es van publicar obres d'importància, però alguns autors van continuar editant relats, llegendes i escrits etnogràfics en diverses revistes, com: Marcelo Asistencia Ndongo Mba, Constantino Ochaá, Ángel Nguema, Rafael María Nzé i Francisco Obiang.
Al contrari d'altres literatures africanes no van aparèixer obres anticolonials o de combat, ni tampoc va tenir importància la poesia. A més, els autors equatorians tenien com a objectiu el públic de la metròpoli i no el local.

## Independència i exili
Aquests inicis de la literatura guineana van canviar quan poc després de ser elegit democràticament 
Francisco Macías Nguema instaurava un règim afrofeixista, en la seva variant nguemista, com l'ha denominat l'historiador Max Liniger-Goumaz. El resultat del règim de terror fou que un terç de la població guineana marxés a l'exili als països del voltant o a Espanya. Juan Balboa Boneke, escriptor parla de la «generació perduda».
Madrid i els altres llocs on es va assentar la diàspora, foren llocs estranys, a vegades hostils, fets que es mostren en la literatura. Madrid no fou el París dels autors africans dels anys 1930, ni hi va haver suport a la creació, tampoc per donar a conèixer la situació a Guinea. Els escriptors de l'època feien circular fulls solts, quaderns en circuits marginals o en revistes de tirada limitada, editats pels mateixos refugiats i d'aquesta manera no arribaven ni al públic guineà ni tampoc a l'espanyol. Aquests escriptors usen la poesia i té un discrus contundent, com ho mostra el poema Vamos a matar al tirano de Francisco Zamora Loboch, o, a vegades, nostàlgic de la pàtria llunyana, com el poema ¿Dónde estás Guinea? de Juan Balboa Boneke.
La narrativa de l'exili també va tenir els seus representants: El sueño i La travesía de Donato Ndongo-Bidyogo (Niefang, Río Muni, 1950-), La última carta del Padre Fulgencio Abad, C. M. F. de Maplal Loboch (1912-1976) y Bea de Francisco Zamora Loboch (Santa Isabel, 1947-). Aquests relats se centren en el desplaçament forçós, tant espacial com espiritual, del protagonista, connectat amb la història del continent africà anterior a les independències.
Finalment també apareix l'assaig que se centra en les circumstàncies polítiques de Guinea Equatorial i la tragèdia del poble: Historia y tragedia de Guinea Ecuatorial (1977) de Donato Ndongo-Bidyogo i ¿Dónde estás Guinea? (1978) de Juan Balboa Boneke.
Raquel Ilonbé (Corisco, ¿1938?-), pseudònim de Raquel del Pozo Epita, de mare guineana i pare espanyol, és una excepció en aquest moviment. Raquel Ilonbé va abandonar Guinea quan encara no havia fet un any i va créixer a Espanya, va retornar a Guiena ja casada, per tal de buscar les arrels. Escrit entre 1966 i 1978 el poemari Ceiba està marcat per la cerca d'aquesta identitat i no pel trastorn de l'exili i del patiment.

## Des de 1979
Després de l'enderrocament de Macías Nguema pel seu nebot Teodoro Obiang Nguema, que encara governa el país amb un règim també dictatorial, la cultura del país ha començat a recuperar-se lentament.

### De 1981 a 1984
Mbaré Ngom divideix aquesta etapa més recent en altres dues. La primera començaria el 1981 amb la publicació de Leyendas Guineanas de Raquel Ilonbé, el primer llibre de literatura infantil. Ilonbé va recórrer els llocs més recòndits del país per tal de recopilar el material que li va permetre escriure les vuitanta llegendes que en formen part.
D'aquesta etapa també tenim: O Boriba (El exiliado, 1982) i Susurros y pensamientos comentados: Des de mi vidriera (1983) ambdós de Juan Balboa Boneke. Són volums de poesia que barregen paraules de l'idioma bohobe, l'ètnia de l'autor, fins i tot hi ha poemes sencers escrits en aquest idioma. Els llibres tracten de l'exili i del patiment del poble bohbe, perseguit pel ngemisme.
Aquesta primera meitat es tanca amb l'Antología de la literatura guineana (1984) de Donato Ndongo-Bidyogo. És la primera antologia que reuneix la millor creació literària fins al moment, tant de poesia com de prosa, sigui publicat o no, de la literatura de Guinea Equatorial. El volum inclou a molts dels autors que no han tornat a publicar, essent Raquel Ilonbé, l'única dona del recull.

### De 1984 a l'actualitat
La segona part del renaixement literari guineà està relacionat amb la creació el 1982 del Centro Cultural Hispano-Guineano de Malabo. El centre té una biblioteca i duu a terme moltes activitats culturals. Edita una revista trimestral sobre temes culturals anomenada África 2000, i té la seva pròpia editorial Ediciones del Centro Cultural Hispano-Guineano, dedicada a escriptors consagrats i també a joves promeses. Entre els títols publicats es poden destacar en narrativa: El amigo fiel (1987) de Ana Lourdes Sohora, Afén, la cabrita reina (1989) y La última lección del venerable Emaga Ela (1991) de Antimo Esono Ndongo, Boote-Chiba (1990) de Pedro Cristino Bueriberi. En poesia podem destacar Gritos de libertad y de esperanza (1987) de Anacleto Oló Mibuy y Delirios (1991) de María Nsué Angüe.
Els autors que pertanyen a aquesta segona etapa es caracteritzen per presentar temes que d'una forma o altra estan relacionats amb la seva vida, que és reinterpretada per presentar la realitat equatoguineana d'una forma simbòlica.
El 1985 es publica Ekomo de María Nsué Angüe, la primera novel·la escrita per una dona. El relat se centra sobre Nnanga, una dona, però des del punt de vista d'un home, Ekomo, cosa que permet a l'autora criticar més profundament el món patriarcal d'Àfrica. Nnanga es troba atrapda entre el passat ple de tradició i opressió de les dones i un futur prometedor, intentant buscar la seva identitat.
En aquest mateix any Juan Balboa Boneke publica la novel·la El reencuentro. El retorno del exiliado. La novel·la, en part autobiogràfica, relata la tornada del protagonista a Guinea Equatorial després d'onze anys d'exili a Espanya. Presenta totes les expectatives i bona voluntat del que pretén ajudar i reintegrar-se al país. Amb tot, la novel·la acaba amb la tornada voluntària del protagonista a Espanya.
L'honor de ser el primer llibre de poemes escrit en terres guineanes per un autor guineà el té Voces de espumas de Ciriaco Bokesa, publicat el 1987. Els poemes recullen el patiment i el silenci de l'autor a més de recollir reflexions personals sobre la poesia. Aquest mateix any, Juan Balboa Boneke publica la seva primera antologia poètica Sueños en mi selva. Balboa Boneke transcendeix a través de la presentació del patiment de Guinea, el localisme que caracteritza la poesia fins llavors.
El 1987 apareix Las tinieblas de tu memoria negra, una novel·la de Donato Ndongo-Bidyogo, de tema autobiogràfic, encara que l'autor la considera una autobiografia de la seva generació. La narració presenta a un nen de Río Muni durant l'última època de la colonització espanyola. La visió innocent del nen permet a l'autor una visió irònica i mordaç de les contradiccions del règim colonial.

## Autors
Alguns autors recents:
- Antimo Esono (1954 – 1996)
- María Nsué Angüe (1945 –)
- Juan Balboa Boneke (1938 –)
- Juan Tomás Ávila Laurel (1966 –)
- Donato Ndongo-Bidyogo (1950 –)
- Raquel Ilonbé (1938? – 1992)
- Constantino Ocha'a Mve Bengobesama (19?? – 1991)
- Mercedes Jora
- Gerardo Behori
- Juan Manuel Jones Costa
- A. Jerónimo Rope Bomabá
- Joaquín Mbomio
- Justo Bolekia Boleká
- Maximiliano Nkogo
- Leoncio Evita Enoy (1929 – 1996)
- Melibea Obono (n. 1982)